# ソ連海軍
ソ連海軍（ロシア語: Военно-морской флот СССР, VMF）は、ソビエト連邦の海軍。ロシア内戦中の1918年2月に創設された社会主義労農赤色艦隊（Морские силы Рабоче-Крестьянской Красной Армии СССР: MS RKKA）を起源とする。

## 歴史

### 革命・内戦期（1910・20年代）
帝政ロシア時代末期、バルチック艦隊の水兵たちは左翼傾向が強く、ロシア臨時政府と対立する姿勢を示していた。1917年の十月革命での冬宮殿襲撃の際には、同艦隊の防護巡洋艦「アヴローラ」の艦砲による号砲が合図となり、また同艦隊の拠点であるクロンシュタットからの水兵たちも多く参加していた。ウラジーミル・レーニンはこれらの水兵たちを「働く大衆の前衛」という、共産主義者に与えられる最高の賛辞で称えた。
水兵たちの高い地位にふさわしく、レーニンは統合された国防省の中で相当な自主権をもつ「海事人民委員部」を創設、1918年2月12日には帝政ロシア海軍を解体して「社会主義労農赤色艦隊」を創設した。しかしソビエトの当初の理念が薄れ、ボリシェヴィキによる一党支配が確立されていくと、バルチック艦隊の水兵たちはこれと対立し、1921年にはクロンシュタットの反乱が発生した。この反乱は直ちに鎮圧されたが、海軍の政治的信頼は失墜し、以後の兵力整備は停滞した。反乱後、共産党は、艦隊にできるだけ多くの党員・党関係者を送り込むとともに、海軍軍人の粛清を行った。およそ6人に1人が海軍から追放された一方、後の大量徴募もあり、1923年末には海軍要員の70パーセントまでがコムソモールのメンバーとなった。
内戦では、シベリアから攻め上がってくるコルチャーク軍に対してヴォルガ川船隊による妨害を成功させ、また協商国のロシア内戦への介入の一環として白軍によるペトログラード奪還を支援しようとしたイギリス海軍のバルト海派遣部隊と対峙し、黒海沿岸でもデニーキンの白軍に対する赤軍の攻撃作戦と協同するなど、各戦線で勇戦した。しかしこれらの活動はいずれも河川・湖沼などの内水域と、かろうじて沿岸部に限定された沿岸海軍的用法に留まっていた。1921年夏の時点で、バルチック艦隊で運用可能な状態にあるのはノビック級駆逐艦6隻と潜水艦5隻にすぎず、同年末、海軍参謀長であったA・V・ドムブロフスキーは「海上国境の防衛以上の任務は実施困難」と述べた。

### 復興・論争期（1920年代）
後に海軍総司令官・海軍元帥となったセルゲイ・ゴルシコフは、1921年から1928年の時期はソ連の艦隊復興の時代であったと述べている。すなわち、ソビエト連邦成立後の軍備拡張においてはまず陸軍力、ついで空軍力が優先されたために海軍力の整備は等閑に付されていたものが、戦時共産主義の解除とともにやっと着手されたということであり、まずは大戦・革命・内戦で破壊された港湾・造修設備の復旧が図られた。
しかしソビエト連邦の経済情勢を踏まえて、新経済政策の期間においても、海軍に与えられた資金は、辛うじて存続できるだけのものでしかなかった。1921年、バルチック艦隊司令官であったフョードル・ラスコルニコフは、無理に大艦隊を建設することを避け、艦隊のうち最重要の部隊に絞って補修・装備・燃料を供給することを提案し、採択された。同年7月にモスクワで招集された「海軍再編成のための委員会」は、最良の大砲と推進装置を備えた戦艦1隻のみが戦闘態勢をとった浮き砲台として使用されるべきであり、残りのバルチック艦隊の主力艦は予備艦隊に移すべきであると決定した。これは、アメリカ海軍の戦略家であるアルフレッド・セイヤー・マハンが『海軍戦略』で「要塞艦隊」として論じた形式の戦略であり、1隻の戦艦と8隻の駆逐艦、少数の潜水艦のほか、多数の沿岸砲・要塞砲、そして機雷によってバルト海の防衛警備を行う計画であった。
ソビエト連邦共産党では、マルクス主義に基づいて陸・海軍の戦略を再定義したいというプロレタリア軍事思想派の勢力が強かったものの、トロツキー国防人民委員が権力を保っている間はこの試みは抑えられており、帝政ロシア海軍時代以来の伝統的な海軍戦略が踏襲されていた。海軍大学校のペトロフ教授やゼルベ教授は、マハンの理論に準拠した「伝統派」として、制海権を行使するには従来型の戦艦や巡洋艦を中核とする艦隊が必要であると主張した。しかし上記の経済的制約によって、そのような艦隊の建設を棚上げせざるを得ないことは明らかだったため、次善の策として、ペトロフ教授は小編成の海軍部隊による沿海域での攻勢作戦を主体とした積極海軍戦略を提唱し、これは「要塞艦隊」による防勢作戦主体の戦略にかわって、1925年までにソ連海軍における公認のドクトリンとなっていた。

### スターリンの時代（1920-40年代）
1927年にトロツキーが政府・党の全役職を解任されるとプロレタリア軍事思想派が勢いを増し、同年には党中央委員会のコミュニスト・アカデミーに軍事セクションが設置されて、戦略・戦術や軍事組織などに関する最終的な判定を担うこととなった。1932年、オルロフ海軍総司令官は伝統派戦略の推進者たちを激しく攻撃し、ペトロフ教授やゼルベ教授は「間違った」理論を打ち立てたとして多額の罰金に処せられた。伝統派にかわる「新興派」はソビエト時代になってから訓練を受けた海軍将校が主体となっており、あらゆる見解が党に公認された用語で表現されていたが、その点を除けば、基本教義としては潜水艦が艦隊の主要な打撃力として戦艦にとってかわったことを主張しているにすぎず、19世紀にフランスで提唱された青年学派（ジューヌ・エコール）と同一のものであった。しかし工業化途上であったソ連においては、戦艦よりも安価な潜水艦、魚雷艇、駆逐艦を主力として艦隊を整備できるという新興派の理論は政治的に魅力的であり、第二次五カ年計画では潜水艦や軽快水上艦艇のかなり大規模な建造計画が盛り込まれた。
しかし伝統派が粛清されて新興派が隆盛する一方で、ヨシフ・スターリン書記長は新興派の考え方から急速に離れて、伝統派に近い考え方へと傾斜していた。第二次五カ年計画の時点で既に旧式戦艦の近代化と重巡洋艦の建造のための用意が盛り込まれていた。そしてスターリン書記長は、ドイツや日本の海軍軍備の攻撃的性格と集中とに刺激されて、第三次五カ年計画では優先的に海軍を建設するために軍事費を投ずることを決心していた。これに伴って、1936年、ソ連政府は「大艦隊」計画を承認し、戦艦15隻と重巡洋艦16隻を中核とする諸兵科連合作戦を構想した。ただしスターリン書記長は、この大艦隊を基本的に抑止力・砲艦外交のためのものと捉えており、運用構想の面ではペトロフ教授の積極海軍戦略から大きく脱却していなかったため、地上基地から発進する戦闘機の覆域内での行動を前提としており、航空母艦の保有には消極的だった。また自国の造艦能力が見積もりを下回ったこともあって整備は計画通り進展せず、計画は後に下方修正された。
1937年12月、国防人民委員部の海軍部が独立して海軍人民委員部が創設され、赤軍政治部長であったピョートル・スミルノフが初代委員となった。これに伴い、MS RKKAもソ連海軍（VMF）へ改編された。また1939年には独ソ不可侵条約に従って、バルト三国とルーマニア領ベッサラビア（現在のモルドバ）がソ連に併合されたことに伴い、ドナウ河川小艦隊が設置された。

### 大祖国戦争
1941年6月の独ソ戦の勃発とともに、ソ連における主力艦建造は全て棚上げされた。当時のソ連海軍は新興派から伝統派への逆行期にあたり、理論的に混乱していた上に、ほとんどの有能な指導者を失っていたため、当時の状況で必要とされた戦略的防勢と戦術的攻勢との組み合わせにうまく適応できなかった。この結果、海軍部隊の行動は純然たる防御戦略に後退し、艦隊とその航空部隊は、それぞれの艦隊の警備区域が隣接する陸軍の前線司令官の統一指揮下におかれることとなった。特にバルト海地域ではドイツ軍の急進撃によって飛行場の多くが占領された結果、バルチック艦隊の航空部隊は内陸部からの出撃を余儀なくされた。艦隊はバルト三国の港湾部における地上防御を支援したのち、レニングラード包囲戦に参加した。枢軸国はフィンランド湾に強力な機雷原を敷設しており、多くのソ連艦がここで失われた。ソ連潜水艦の一部は掃海艇や魚雷艇の援護によってこの機雷原を突破し、バルト海においてドイツ海軍に一時的な護衛体制を強いたものの、その代償として潜水艦10隻のうち7隻を失った。
黒海・北極海方面において、枢軸国は有力な海上戦力を有していなかった。しかしソ連黒海艦隊は、初期に攻勢作戦を展開し、また潜水艦による船舶輸送妨害作戦を継続した以外は、やはり防勢作戦が主体となった。特にクリミアの戦いにおいて、航空援護がないままに物資の輸送補給などの洋上行動を実施した結果、1942年7月のセヴァストポリ陥落までに、黒海艦隊の水上部隊は重大な損害を蒙った。同地の陥落を受けて艦隊司令部はノヴォロシースクに移転したものの、秋には同地も失陥したことで、艦隊が利用できる造修施設は大きく制約された。その後、スターリングラード攻防戦における勝利を契機として攻勢作戦が再開され、上陸作戦によってノヴォロシースクやケルチを奪回した。一方、北方艦隊はムルマンスクの防衛という任務を成功させたが、同地は北極海における輸送船団の受け入れ港であったため、これはソ連の戦争遂行能力の維持にあたり重要であった。
太平洋艦隊の主たる任務は日本による攻撃を妨げることであったが、日ソ中立条約もあって、日本海軍はソ連に対して攻撃を行う態勢にはなかった。結局、太平洋艦隊はソ連対日参戦から日本の降伏までのごく短期間しか戦闘行動を行わなかった。

### フルシチョフの時代（1940-60年代）
戦後、ドイツ海軍の潜水艦隊の活躍を重視したスターリンは、大洋艦隊を目指すソ連海軍にとって潜水艦こそ必要な兵器であるとしたことから、ソビエト連邦の軍需産業や海軍は、世界最大の潜水艦隊建設へ向けて邁進することとなった。またスターリンは巡洋艦の砲熕火力も重視しており、戦前の計画の改訂・再興を指示したものの、工業界の資源不足などもあって、巡洋艦戦力の整備方針は二転三転した。しかしスターリンの死後、後継者となったニキータ・フルシチョフは海軍力の戦略的価値を理解せず、核兵器の運搬手段としてしか捉えていなかったことから、水上戦闘艦の計画は大きく縮小され、潜水艦も核兵器の運用能力を重視するように改訂された。
スターリンの死の翌年にあたる1954年の時点で、党は「旧式」な水上艦艇による海軍から潜水艦を主力とする海軍に移行させることを決定しており、1956年2月のソ連共産党第20回大会において、通常動力型および原子力潜水艦の建造と、海軍が管轄するミサイル搭載爆撃機の開発を優先することが決議された。これに対し、クズネツォフ海軍総司令官は技術的に未成熟なミサイルに不安を感じ、バランスの取れた海軍力の必要性を説いていたが、フルシチョフとの関係を悪化させてしまい、1955年12月、戦艦「ノヴォロシースク」の爆沈事件を契機として総司令官の座を追われた。しかしクズネツォフ提督の後任として海軍総司令官となったセルゲイ・ゴルシコフ提督は、慎重な努力の結果としてフルシチョフの水上戦闘艦に対する低い評価を改めさせることに成功しており、1962年7月29日付けの『プラウダ』紙に寄稿した論文において、ミサイル兵器で武装した水上戦闘艦は潜水艦と同様に重要であると述べた。また同年10月のキューバ危機において、アメリカの圧倒的な海軍力によってキューバへの輸送船到達が阻まれたことも教訓として、フルシチョフも通常戦力の重要性を認識するようになっていた。
キューバへの中距離弾道ミサイル（IRBM）配備の動機となったのが潜水艦発射弾道ミサイル（SLBM）において遅れをとっていたことであった。SLBMの実用化という点では、1955年に潜水艦からのR-11FM（スカッド）の発射に成功したソ連のほうが先んじていたものの、これは発射時には浮上しなければいけないうえに射程も約170キロと短く、就役当時ですら戦略的価値はゼロに近かった。1961年より引き渡しが開始されたR-13では射程は600キロに延伸されたものの、依然として浮上して発射する必要があった。これに対し、アメリカのポラリスの射程は1,700キロ、1960年には潜航状態での発射にも成功し、明らかにソ連よりも優れており、ソ連指導部に強い衝撃を与えた。
そしてまた、ポラリスの登場はソ連海軍そのものの行動指針をも変革させた。従来、ソ連の海上防衛にあたっては西側海軍による侵攻と空母からの航空攻撃の排除が重視されていたが、ポラリスの登場により、SLBMによるソ連本土攻撃の脅威が高まったと捉えられたことから、1960年代中期、仮想敵の戦略原潜の捜索・追跡・撃沈を重視するよう方針転換がなされた。この方針転換は1961年に決定され、1964年8月には、ソ連国防省の機関紙であった『クラスナヤ・ズヴェズダ』にて「大洋および海上の戦域における海軍作戦の最優先任務は核ミサイル潜水艦の破壊となるだろう」と発表された。

### ゴルシコフの時代（1960-80年代）
ゴルシコフ提督はフルシチョフによって海軍総司令官に抜擢されたとはいえ、必ずしもフルシチョフにおもねることはなく、また1964年にフルシチョフが失脚した後に最高指導者の地位を引き継いだレオニード・ブレジネフとも、独ソ戦中のノヴォロシースク防衛戦において包囲に陥っていたブレジネフの所属部隊をゴルシコフ提督のアゾフ海小艦隊が救援したという戦友の間柄であり、ブレジネフ時代においても辣腕をふるい続けた。さしあたっては、フルシチョフ時代末期に決定された対SSBN作戦重視の姿勢が引き継がれ、1960年代末期までには、地中海東部に中型の対潜戦水上部隊を展開できるようになっていた。
1966年、ソ連の政治指導部は、世界大戦が必ずしも核戦争になるとは限らず、ソ連本土に対する大量攻撃を伴うとは限らないと判断したことから、米ソ双方の本土が温存された状態での在来型兵器による戦争遂行能力を整備することになった。この状況では確証兵力たるSSBNを安全に確保することが重要であったことから、バルト海や黒海に並んで北極海を準閉鎖海域として扱うことで、ここをSSBNの聖域にするとともに北方艦隊と太平洋艦隊の間の連絡を確保することが構想されるようになった。北極海を聖域化するためには、幅広で水深もあるノルウェー海の制海を確立する必要があり、60年代の方針転換によって犠牲とされた対水上戦能力が再び求められるようになった。
しかし北氷洋を閉鎖する試みは非常に高くついたことから後に断念され、1976年からの新五カ年計画ではこれに関連する投資は大きく削減された。また米英でもSLBMの性能向上が進んでいたが、これとともに西側SSBNの潜在海域はソ連近海から次第に外洋へと拡大しており、1979年に射程4,000海里のトライデントIが登場するに及んで、ソ連海軍による西側SSBN捕捉はほぼ不可能となった。上記のように自軍のSSBNの行動海域が自国に近づいたこともあり、ソ連海軍の対潜戦部隊の主任務は、西側SSBNの捕捉・撃破から自軍SSBNの防護へと切り替えられた。
一方、1971年の印ソ平和友好協力条約と1978年のソ越友好協力条約締結に伴い、ソ連海軍は、南シナ海からインド洋にかけて、常時プレゼンスを展開するようになった。また原子力潜水艦隊も太平洋と大西洋での核抑止パトロール任務を継続したほか、キューバにも度々艦隊が展開した。

### ソ連崩壊後
1991年のソビエト連邦の崩壊の後、ソ連海軍の艦隊の大半はロシア海軍に移行した。しかしソビエト連邦から独立国家共同体（CIS）への移行の過程で、バルト三国の独立や、ウクライナ軍のように独自の軍隊を創設するといった事象が発生し、ソ連時代と比べて支配地域が縮小、バルチック艦隊や黒海艦隊は主要な艦隊基地を失った。北方艦隊は大きな影響を受けなかったものの、太平洋艦隊は、司令部を置くウラジオストクが閉鎖都市の指定から解除された。
バルチック艦隊は主要な軍港であるリガがラトビア共和国に、タリンがエストニア共和国の領土になったほか、ポーランドや旧東ドイツの港湾を自由に使えなくなったことで、ソ連時代と比べて行動が大きく掣肘されることとなった。
黒海艦隊は、その司令部と主要艦隊が所在するセヴァストポリ海軍基地がウクライナに所在することから、その帰属が問題になった。1992年、ロシアとウクライナはセヴァストポリを基地とする黒海艦隊を両国が共同運用することに同意し、艦船の軍艦旗はソ連のままとして、司令官は両国の同意に基づいて人選・任命することとしたが、事実上、司令官となったのはロシア人だけだった。1997年、ロシアとウクライナは別々に黒海艦隊を組織することが同意されて艦船が分割されることになったが、ウクライナは、ロシアへの天然ガス代金の未払い分の代価として艦船を引き渡したため、大部分の艦はロシア旗籍となった。
同年、ウクライナ政府はロシア黒海艦隊がセヴァストポリ基地を2017年まで使用することに合意したが、2009年、ユシチェンコ大統領は2017年にこの協定の期限を迎えたときにこれを更新しない意向を示したため、ロシアは天然ガス代金などについての譲歩と引き換えに、基地を2042年まで使用できることとこれを更に5年間延長できることの同意を取り付けた。その後、2014年のロシアによるクリミアの併合を受けて、ロシアはウクライナに対して基地租借協定の無効化を一方的に通告した。

## 編制

### 組織
- 黒海艦隊 - 帝政時代より継承されており、数度の改称を経て、1935年に黒海艦隊と改称。
- バルチック艦隊 - 帝政時代より継承されており、数度の改称を経て、1935年にバルチック艦隊と改称。
- 太平洋艦隊 - 1932年に極東海軍として設置、1935年に太平洋艦隊へと改称。
- 北方艦隊 - 1933年に小艦隊として設置、1937年に艦隊へと格上げ。
- カスピ小艦隊 - 帝政時代より継承されており、数度の改編を経て、1931年にカスピ小艦隊と改称。
- レニングラード海軍基地 - ソ連時代には海軍総司令官の直轄下にあった。